# Maureen Franco
Maureen Javier Franco Alonso, noto semplicemente come Maureen Franco (Durazno, 13 dicembre 1983), è un ex calciatore uruguaiano, di ruolo attaccante.

## Caratteristiche tecniche
È un centravanti.

## Carriera
Nel corso della sua carriera ha disputato oltre 300 presenze nella massima serie uruguaiana.